# Robert Plant
Robert Anthony Plant, CBE (20 d'agost de 1948) és un cantant anglès de rock, famós per ser el vocalista de Led Zeppelin. Té una poderosa veu i ampli registre vocal. És considerat un dels millors vocalistes de tota la història del rock. La seva manera de cantar hauria d'influir en vocalistes com Steven Tyler, David Coverdale, Paul Stanley, etc.
Robert és el cantant que encapçala la llista d'Els 100 millors vocalistes de metal de tots els temps. A més, curiosament, és el vicepresident del Wolverhampton Wanderers Football Club, de la Barclays Premier League d'Anglaterra.

## Biografia

### Infantesa i joventut
Robert Plant nasqué el 20 d'agost de 1948 en West Bromwich, Staffordshire, en la zona coneguda com Black Country. El seu pare, Robert C. Plant, era un enginyer civil que treballà per a la RAF durant la Segona Guerra Mundial, mentre la família de sa mare, Annie Celia Plant (nascuda com Annie Cain), tenia origen gitano. Es crià a l'àrea de Hayley Green de Halesowen, Worcestershire, i des de petit tingué interés en el cant i el rock and roll: «Quan era infant solia amagar-me darrere les cortines de casa en Nadal i tractava d'imitar Elvis.» Mentre estudiava en el King Edward VI Grammar School for Boys de Stourbridge, tenia com entreteniment: escoltar artistes de blues a la ràdio, col·leccionar cromos i llegir sobre la història de la cultura anglo-romaní. En 1962 es presentà per primera vegada com a cantant en una pista de patinatge en el poble de Swadlincote, Midlands de l'Est, i al poc temps abandonà els estudis de comptador públic per iniciar una carrera en l'escena de blues de les Midlands. «Als 16 anys me n'aní de casa i encetí la meva veritable formació musical, movent-me de grup en grup i ampliant els meus coneixements de blues i altres estils musicals que pagués la pena escoltar». Així, inspirat per la música de Willie Dixon i Robert Johnson, debutà com a vocalista principal en el grup New Memphis Bluebreakers en 1963 i posteriorment s'integrà en les agrupacions Sounds of Blue, Delta Blues Band i Black Snake Moan, en les quals ocasionalment tocava la guitarra i l'harmònica. També tocà en The Crawling King Snake, on John Bonham n'era el bateria.

### Començaments
El 1966 va formar un grup anomenar Listen, que va obtenir un contracte amb la Cbs de 3 singles; cap no va tenir gran èxit. El seu següent projecte va ser The Band Of Joy, on també tocava Bonham. El grup va tenir èxit en clubs, però els seus constants canvis i la incapacitat d'obtenir un contracte segur, van provocar que la banda se separés a mitjans del 1968. Durant aquesta època Plant exercí en diversos oficis com ara en la important empresa constructora Wimpey en Birmingham, 1967 asfaltant carreteres. També treballà per al grup Woolworths en la ciutat d'Halesowen.

### Led Zeppelin
Plant va treballar després amb el veterà del blues Alexis Korner. També va participar en Hobbstweedle, amb el cosí de John, Bill Bonham. Jimmy Page el va conèixer en un concert realitzat amb aquesta banda i és llavors quan s'uneix a Led Zeppelin, en aquells dies encara conegut com The New Yardbirds. Plant va recomanar a la banda incorporar John Bonham com bateria. Al primer disc de Led Zeppelin, Plant no rep cap crèdit com a compositor, ja que el seu contracte amb la Cbs era vigent.
Robert Plant es va casar amb Maureen Wilson el 9 de novembre de 1968, després d'haver-la conegut 2 anys abans. La seva única filla, Carmen Jane, va néixer el 21 de novembre d'aquell any. El seu primer fill, Karac Pendragon, va morir el juliol de 1977, amb sis anys, d'una infecció estomacal. El seu segon fill, Logan Romero, va néixer el 21 de gener de 1979. També té un altre fill, Jesse Lee, amb la germana de la seva exdona, que es deia Shirly Wilson. Aquest va néixer el setembre de 1991.
És conegut el canvi de veu que va patir Robert Plant el 1973, encara que ningú no coneix la certament la causa d'aquest canvi, hi ha moltes especulacions:
- Plant tenia molt mala dentadura, i en fer-se-la corregir, la seva veu es podria haver modificat.
- El consum de cocaïna pot generar certa deformació a la vies respiratòries; la correcció d'aquest mal produeix una veu més nasal.
- Plant acostumava a forçar molt la seva veu i de manera molt seguida, arribant a danyar les seves cordes vocals, cosa que va provocar l'aparició d'uns nòduls al seu coll. Se'ls extirpà el 1974, i també aquesta operació podria haver influït en el canvi de veu.

El 4 d'agost de 1975, a l'illa grega de Rodes, Plant va tenir un accident automobilístic viatjant amb la seva esposa després del divorci. Aquesta va passar diverses setmanes a l'hospital. Plant es va trencar el turmell, la cama i el colze dret i no es va recuperar completament fins passats 2 anys. L'enregistrament del disc Presence es va realitzar amb Plant en una cadira de rodes i la llarga absència del grup a l'escenari va causar rumors d'una separació.
El 1979, dos anys després de la mort de Karac Plant, es va editar l'última publicació de Led Zeppelin amb els seus quatre integrants, In Through The Out Door, en el qual Plant firmà la majoria dels temes juntament amb John Paul Jones.
L'estiu del 1980, la mort de John Bonham el 25 de setembre, després d'una gira europea, va marcar el final de Led Zeppelin i el començament de la carrera solista de Robert Plant.

### Carrera solista
Després de la desintegració de Led Zeppelin, a causa de la mort de John Bonham el 1980, Robert Plant va dur a terme diversos projectes. El 1981 es va unir a un grup de R&B conegut com a Honeydrippers, amb el seu amic Robbie Blunt. La banda va tenir artistes convidats com Phil Collins.
Llavors Plant va decidir gravar el seu primer àlbum solista, Pictures At Eleven. Aquest va sortir el juny de 1982 i va tenir bastant èxit. A finals d'aquell mateix any, Plant es va separar de la seva esposa Maureen i més tard es van divorciar.
A començaments de 1983, Plant grava el seu segon disc com a solista, The Principle of Moments. Phil Collins l'acompanya novament fent de bateria.
El 1984, Maxi va gravar un disc de 5 cançons anomenat Volume One, amb Jimmy Page, Jeff Beck i Nile Rodgers. El nom deHoneydrippers es va mantenir. La sèrie es va estancar en aquest primer disc, mai no es va gravar un segon.
El 1985, Plant va experimentar en el sentit musical amb el seu disc Shaken 'n' Stirred. Aquest no va tenir gaire èxit. Després d'un tour a finals d'aquell mateix any, la banda es va separar, per un desacord entre Plant i Blunt sobre la direcció que la seva música estava prenent.
Entre 1986 i 1987, Plant va formar una nova banda. Tenia Doug Boyle a la guitarra, Chris Blackwell a la bateria, Phil Johnstone als teclats i com a major compositor, i a Charlie Jones amb el baix. Charlie Jones es va casar amb la seva filla, Carmen. El primer disc de la banda va sortir el febrer de 1988 i es va anomenar Now and zen. Va comptar amb la participació de Jimmy Page en 2 temes.
El març de 1990 va sortir Manic Nirvana, segon disc de la banda.
El 1992, Plant va cantar en el Concert de Tribut a Freddie Mercury, per retre-li homenatge al seu amic de tota la vida, interpretant dues cançons: Crazy Little Thing Called Love i Innuendo.
El disc Fate of Nations va sortir el juny de 1993, després de 2 anys d'esporàdics enregistraments. Aquest disc presenta diverses influències, ritmes, i un gran rang d'artistes convidats. Les cançons 29 Palms i If I Were a Carpenter, van tenir èxit..
Després de nou anys, forma el 2002 el grup Strange Sensation amb el qual publica l'àlbum titulat Dreamland; compost per temes de base blues i rock. L'àlbum va ser nomenat a dos premis Grammys en les categories Millor Àlbum de Rock i Millor Interpretació Vocal Masculina respectivament.
El 2003, surt a la venda un àlbum doble anomenat Sixty Six To Timbutku. En aquest disc s'inclouen a més enregistraments realitzats per un jove Robert Plant el 1966 per a la companyia CBS Records.
El 25 d'abril de 2005, publica un nou disc. Mighty Rearranger és considerat per la crítica com el millor disc en solitari de la seva carrera. L'àlbum reuneix temes de rock progressiu i hard rock envoltats de misticisme i fins i tot influències de la música de l'oest. El primer single editat va ser Shine It All Around seguit d'una gira per diferents països incloent Espanya. Aquest disc va ser novament nomenat a dos premis Grammys.
El 29 d'octubre de 2007 va aparèixer el seu àlbum Raising Sand, gravat conjuntament amb Alison Krauss, intèrpret de fiddle i cantant de bluegrass, d'origen nord-americà. El 3 de desembre de 2008 es van donar a conèixer les candidatures per a la cinquantena edició dels premis Grammy, en la qual el duo figurava en cinc categories; entre elles enregistrament de l'any i àlbum de l'any.
El 2010 reorganitza Band Of Joy amb la qual inicia una gira durant l'estiu, i en el repertori de la qual s'inclouen alguns vells temes de Led Zeppelin.

### La reunió de Led Zeppelin
El dia 10 de desembre de 2007 la banda es reuneix donant un concert a l'estadi O2 de Londres en el qual més de 20 milions de persones van intentar aconseguir entrades, ja que només es van posar a la venda 20 mil. Plant va tocar i va cantar amb molt entusiasme en aquest concert, però va assegurar que res de tour, però Jimmy Page i John Paul Jones volien el contrari.
Robert Plant va comunicar de manera oficial, que de moment, i durant els següents dos anys, no s'ajuntaria amb Led Zeppelin per a cap gira, mantenint la seva decisió de continuar la seva aventura musical al costat d'Alison Krauss, la cantant de Bluegrass.

### Saving Grace (2019-present)
El 2019 va fundar l'agrupació acústica Saving Grace juntament amb Suzy Dian (veu), Tony Kelsey (guitarra i mandolina), Matt Worley (banjo i guitarra) i Oli Jefferson (percussió) per tocar únicament a tres presentacions al Regne Unit. Al març de 2020 es va anunciar la primera gira nord-americana de la banda per al mes de maig. No obstant, a causa de les restriccions de les autoritats per combatre la pandèmia de COVID-19 es va veure obligat a cancel·lar aquestes presentacions, com també les de juny, juliol i agost de 2021 pel Regne Unit. El grup té previstes actuacions durant el 2023, una d'elles a Catalunya.

## Discografia

### Com a solista
- Pictures at Eleven (1982)
- The Principle of Moments (1983)
- The Honeydrippers: Volume One (1984), amb Jimmy Page
- Shaken 'n' Stirred (1985)
- Now and zen (1988)
- Manic Nirvana (1990)
- Fate of Nations (1993)
- The Wayne's World 2 Soundtrack (1993), amb només una cançó
- No Quarter: Jimmy Page and Robert Plant Unledded (1994), amb Page
- Walking into Clarksdale (1998), com Page i Plant
- Dreamland (2002)
- Sixty Six to Timbuktu (2003)
- Mighty Rearranger (2005), amb Strange Sensation
- Raising Sand (2007), conjuntament amb Alison Krauss
- Band Of Joy (2010), reformant la Band Of Joy de 1965.

## Guardons
En 2008 els editors de la revista Rolling Stone situaren Plant en el quinzè lloc de la seva llista dels 100 millors cantants de tots els temps. En 2011 els lectors de Rolling Stone el col·locaren en el número u de tots els vocalistes principals. En 2006, el magazin Hit Paradernomenà Plant el "Més gran vocalista de tots els temps". En 2009, Plant fou votat "la més gran veu del rock" en una enquesta dirigida per l'emissora de ràdio britànica de rock clàssic Planet Rock. En 2023, hi apareix en el 63è lloc de la llista dels "200 millors cantants de tots els temps" de la revista Rolling Stone.
Nominacions
- 2011: Grammy al millor àlbum d'americana (música d'arrels americanes).